# Cyvirus cyprinidallo2
Cyvirus cyprinidallo2 (Cyprinivirus cyprinidallo 2) – gatunek wirusa infekujący karasie.
Jest wirusem należącym do szeroko ujmowanej grupy herpeswirusów. W układzie proponowanym przez Międzynarodowy Komitet Taksonomii Wirusów należy do rodzaju Cyvirus, rodziny Alloherpesviridae, rzędu Herpesvirales, klasy Herviviricetes, typu Peploviricota, królestwa Heunggongvirae i domeny Duplodnaviria. Bliskie są mu gatunki Cyvirus anguillidallo1, Cyvirus cyprinidallo1 i Cyvirus cyprinidallo3. Rodzaj Cyvirus jest znany również pod nazwą Cyprinivirus, a w anglojęzycznej literaturze jako Cyprinid Herpesvirus, przez co gatunek ten znany jest jako Cyprinid HV 2 lub pod skrótem CyHV-2. Ze względu na anglojęzyczne nazwy wywoływanej choroby (martwica układu krwiotwórczego karasi), czyli goldfish hematopoietic necrosis lub herpesviral hematopoietic necrosis, znany jest też pod skrótami GFHNV lub HVHNV.

## Podstawowe właściwości
Wirus po raz pierwszy zidentyfikowali S.J. Jung i Taeko Miyazaki u karasi złocistych (złotych rybek) hodowanych w celach ozdobnych w stawach w Japonii. Ich pomory nastąpiły w latach 1992 i 1993. Według pierwotnego opisu z 1995 roku wirion tworzy kulisty (o zarysie sześciokąta) kapsyd o średnicy 115–117 nm w osłonce o rozmiarach 170–220 nm. Zaproponowano wówczas anglojęzyczną nazwę Goldfish Haematopoietic Necrosis Virus (GFHNV). Jego genom liczy 290 304 pz tworzących 154 otwarte ramki odczytu, choć u różnych szczepów mogą występować drobne różnice.

## Epidemiologia i chorobotwórczość
Jest gatunkiem trudnym do utrzymania w hodowlach tkankowych. Podobnie jak inne herpeswirusy charakteryzuje go duża swoistość gatunku infekowanego gospodarza. Wywołuje chorobę u gatunków karasia: złocistego, srebrzystego i pospolitego. Bezobjawowe nosicielstwo stwierdzono u karpia, natomiast u większości innych gatunków ryb nie stwierdzono jego obecności. Po zainfekowaniu występuje okres latencji. Wywoływana przez niego martwica układu krwiotwórczego dotyka ryb w każdym wieku. Oprócz niszczenia śledziony powoduje letarg, uszkodzenia wątroby i nerek, martwicę skrzeli, bladość skóry i blade, śluzowate krosty na płetwach. Jej śmiertelność sięga 50–100%. Prawdopodobnie różne szczepy mają odmienną zjadliwość, podobnie jak różne odmiany ryb mają różną podatność na zachorowanie. Rozwojowi choroby sprzyja temperatura wody w zakresie 20–25 °C, choć zachodzi on też w chłodniejszych warunkach, a może go ułatwiać osłabienie odporności na skutek znacznych wahań temperatury. Martwica tkanek jest efektem zmian w komórkach, które objawiają się zanikiem centralnej nukleoplazmy i gromadzeniem chromatyny na jej obrzeżach oraz rozpadem błon wewnątrzkomórkowych otaczających organella. 

### Występowanie
Wirus rozprzestrzenia się po świecie dzięki handlowi rybami będącymi jego ofiarami lub nosicielami. Oprócz Japonii stwierdzono go m.in. w Stanach Zjednoczonych, Wielkiej Brytanii, Węgrzech, Czechach, Australii, Nowej Zelandii i Chinach, łącznie z Tajwanem. W Polsce pierwsze stwierdzenie zanotowano w 2016 roku w hodowli ozdobnych karasi utrzymywanych w zagrodach zasilanych podgrzaną wodą chłodniczą z elektrowni Dolna Odra, jak również u przebywających w pobliżu karpi. W kolejnych latach masowe śnięcia karasi powodowane przez tego wirusa obserwowano w innych akwenach.